# Jordy Bruijn
Jordy Bruijn (* 23. Juli 1996 in Amsterdam) ist ein niederländischer Fußballspieler. Er steht aktuell bei Heracles Almelo unter Vertrag und war Juniorennationalspieler seines Landes.

## Karriere

### Verein
Jordy Bruijns erster Fußballverein war der VV Zwanenburg aus Zwanenburg, einem Ortsteil der Gemeinde Haarlemmermeer zwischen den Städten Haarlem und Amsterdam. Dort spielte er, bis er in das berühmte Nachwuchsleistungszentrum von Ajax Amsterdam wechselte. Bis 2015 durchlief Bruijn sämtliche Nachwuchsteams und stieg dann in die zweite Mannschaft Jong Ajax auf. Am 6. November 2015 absolvierte er bei der 0:1-Niederlage im Heimspiel in der Jupiler League – das ist der damalige Name der zweiten niederländischen Liga – gegen MVV Maastricht sein einziges Pflichtspiel für die Reserve der Amsterdamer. Zur neuen Saison wechselte Jordy Bruijn zum SC Heerenveen und kam dort zunächst für die zweite Mannschaft zum Einsatz, bevor er am 20. Januar 2018 beim 1:1-Unentschieden bei Vitesse Arnheim in der Eredivisie debütierte. In der Folgezeit kam er noch zwei weitere Male zum Einsatz, ehe die Saison beendet war. Der gebürtige Amsterdamer Bruijn konnte sich allerdings in Heerenveen nicht durchsetzen und so folgte im Januar 2019 eine Leihe zum Zweitligisten NEC Nijmegen. Er eroberte sich im Mittelfeld des Vereins aus der unweit der deutschen Grenze gelegenen Stadt Nijmegen, der größten Stadt der Provinz Gelderland, einen Stammplatz – er wurde abwechselnd als zentraler Mittelfeldspieler, als offensiver Mittelfeldspieler und als defensiver Mittelfeldspieler eingesetzt – und kam bis zum Ende der Saison in jeder Partie zum Einsatz. NEC Nijmegen qualifizierte sich für die Auf-und-Abstiegs-Play-offs, in der der Verein in der ersten Runde gegen RKC Waalwijk ausschied. Der Leihvertrag lief aus und wurde nicht verlängert, woraufhin Jordy Bruijn zum SC Heerenveen zurückkehrte. Auch dieses Mal konnte er sich keinen Stammplatz erarbeiten und kam zu lediglich 17 Einsätzen, wobei er lediglich in acht Spielen in der Anfangself stand. In der Folge kehrte Bruijn zum NEC Nijmegen zurück und schoss den Verein mit elf Toren in die Auf-und-Abstiegs-Play-offs. Dabei war er wie während seiner halbjährigen Leihe in der Saison 2018/19 Stammspieler im Mittelfeld und wurde dabei abwechselnd als defensiver Mittelfeldspieler, als zentraler Mittelfeldspieler, als offensiver Mittelfeldspieler oder als linker Mittelfeldspieler eingesetzt. In den Auf-und-Abstiegs-Play-offs setzte sich der NEC Nijmegen gegen Almere City, Roda JC Kerkrade und gegen NAC Breda durch und stieg somit in die Eredivisie auf.
2023 wechselte er ablösefrei zum libanesischen Verein Safa SC Beirut. Bereits Anfang 2024 kehrte er in die Niederlande zurück und unterzeichnete einen bis Mitte 2026 laufenden Vertrag bei Heracles Almelo.

### Jordy Bruijn in der Nationalmannschaft
Jordy Bruijn absolvierte im Jahr 2012 ein Spiel für die U17-Nationalmannschaft der Niederlande. Für die niederländische U18 absolvierte er eine Partie.